# Xã Battle Plain, Quận Rock, Minnesota
Xã Battle Plain (tiếng Anh: Battle Plain Township) là một xã thuộc quận Rock, tiểu bang Minnesota, Hoa Kỳ. Năm 2010, dân số của xã này là 199 người.